# Roton

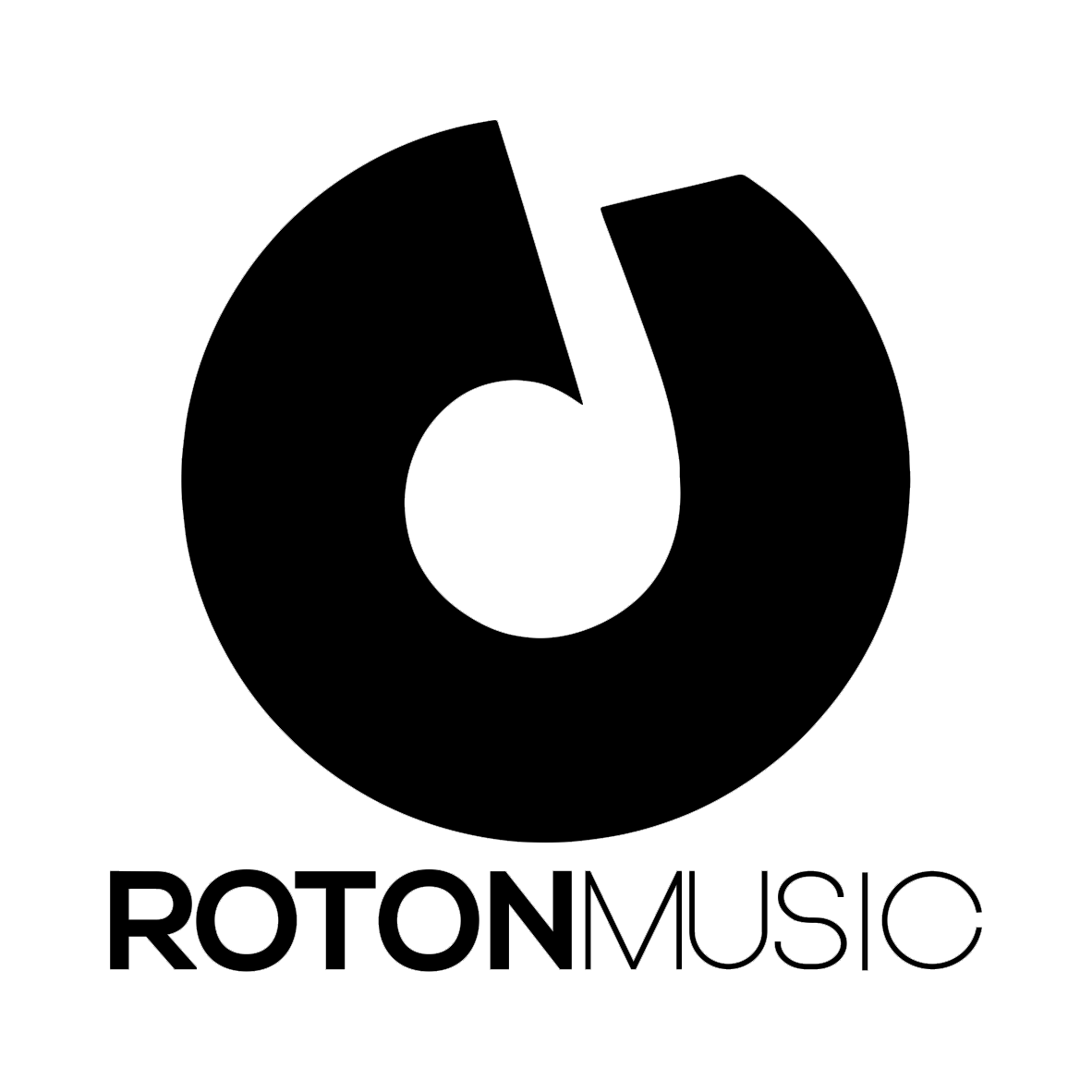
Логотип Roton Music

Roton — звукозаписывающая компания из Румынии, которая была основана в 1994 году.
Компания имеет около 100 сотрудников, которые имеют свои офисы в Бухаресте, Яссах, Клуж и Тимишоара. Оборот в 2007 году составил 4 миллиона евро.
Roton представляет несколько хорошо известных румынских артистов, таких как Iris, Holograf, Proconsul, Akcent, Inna and Mihai Trăistariu.

## Сублейблы
Компании Roton принадлежат 5 лейблов:
- ROTON
- dance arena (dance music)
- NRG!A (music for the young generation)
- R.U.L. (Roton Urban Label)
- TEZAUR (Authentic Romanian folklore)